# Torsten Flocken
Torsten Flocken (* 18. Juli 1966) ist ein deutscher Fußballtrainer und ehemaliger -spieler.

## Laufbahn
Flocken begann seine Fußballvereinslaufbahn als Jugendlicher beim FSV Lübeck, blieb dort fünf Jahre und wechselte dann zum Post SV Lübeck, für den er ebenfalls fünf Jahre spielte. Der nächste Verein des Mittelfeldspielers, der später auch im Angriff eingesetzt wurde, war der 1. FC Phönix Lübeck. Vier Jahre blieb Flocken bei Phönix, gefolgt vom Wechsel zum TSV Pansdorf im Jahr 1988. Zum Spieljahr 1989/90 schloss sich Flocken dem VfB Lübeck an. Dort überzeugte er in seiner ersten Saison als treffsicherer Stürmer, wurde Torschützenkönig der Verbandsliga Schleswig-Holstein und errang mit dem VfB den Meistertitel. Flockens Leistungen weckten das Interesse des Hamburger SV. Er spielte 1990 eine Woche lang beim Bundesligisten vor. Der gelernte Sozialversicherungsfachangestellte schlug das Angebot, als Vertragsamateur zum HSV zu kommen, jedoch aus beruflichen Gründen aus. Flocken blieb beim VfB Lübeck, mit dem ihm 1995 der Aufstieg in die 2. Fußball-Bundesliga gelang.
Flocken wurde in der Zweitligasaison 1995/96 in vier Punktspielen eingesetzt und fiel lange verletzt aus. Die für die Saison 1996/97 vorgesehene Rückkehr aufs Spielfeld beim TSV Pansdorf fiel aus, Flocken beendete seine Leistungssportlaufbahn im Alter von 30 Jahren aufgrund eines Knorpelschadens im Knie sowie Knöchelbeschwerden.
Er wechselte ins Trainerfach und betreute von 1997 bis 2002 den Eichholzer SV. Die Mannschaft führte Flocken 1999 zum Aufstieg in die Oberliga. 2002 zog sich der Eichholzer SV freiwillig aus der Oberliga zurück. Der nächste Halt seiner Trainerlaufbahn wurde die zweite Mannschaft des Hamburger SV, bei der Flocken 2002 Assistent von Cheftrainer Stefan Böger wurde. Er arbeitete ebenfalls unter dessen Nachfolger Thomas Doll als Co-Trainer des HSV II. Doll wurde Cheftrainer der Hamburger Profimannschaft, der beruflich im Krankenversicherungswesen beschäftigte Flocken schlug das Angebot, hauptamtlicher Trainer der U23-Mannschaft des HSV zu werden, aus beruflichen Gründen aus.
2003 wechselte Flocken zum VfB Lübeck, trainierte bis 2009 die zweite Mannschaft. Als sich der Verein Ende Februar 2007 von Cheftrainer Bernd Hollerbach trennte, übernahm Flocken für einige Tage die Leitung der ersten Mannschaft, ehe er auf seinen eigentlichen Posten bei der Reserve zurückkehrte. Ihm lag das Angebot vor, sein Traineramt beim VfB II fortzuführen, welches Flocken im März 2009 aber nicht annahm, da er sich mit den vorgesehenen Sparmaßnahmen nicht einverstanden zeigte. Flocken wurde stattdessen Trainer im Nachwuchsbereich von Holstein Kiel, betreute ab Sommer 2009 die Kieler U17-Mannschaft in der Bundesliga Nord/Nordost. In der Saison 2010/11 war Flocken dann Trainer der Kieler U19, damit endete seine Amtszeit bei dem Verein.
Im September 2013 wurde Flocken neuer Leiter der AOK-Niederlassung Lübeck.